# 岩室敏和
岩室 敏和（いわむろ としかず、1947年（昭和22年）9月23日 - ）は日本の政治家。元大阪府阪南市長（2期）。阪南市議会議員（5期）。

## 経歴
大阪府出身。立命館大学産業社会学部卒業。岸和田市役所職員、阪南市議会議員を経て、1996年阪南市長選挙に無所属で立候補したが落選。2000年に阪南市長に当選。阪南市長を2008年まで2期務め、2008年の市長選挙で落選。翌2009年の阪南市議会議員選挙に立候補し、トップで当選し、市議に復帰。2013年の市議選でもトップ当選。2017年も3回連続でトップ当選。2021年の市議選でも当選した。また立命館大学の教員も勤める。